# Berliner Compagnie

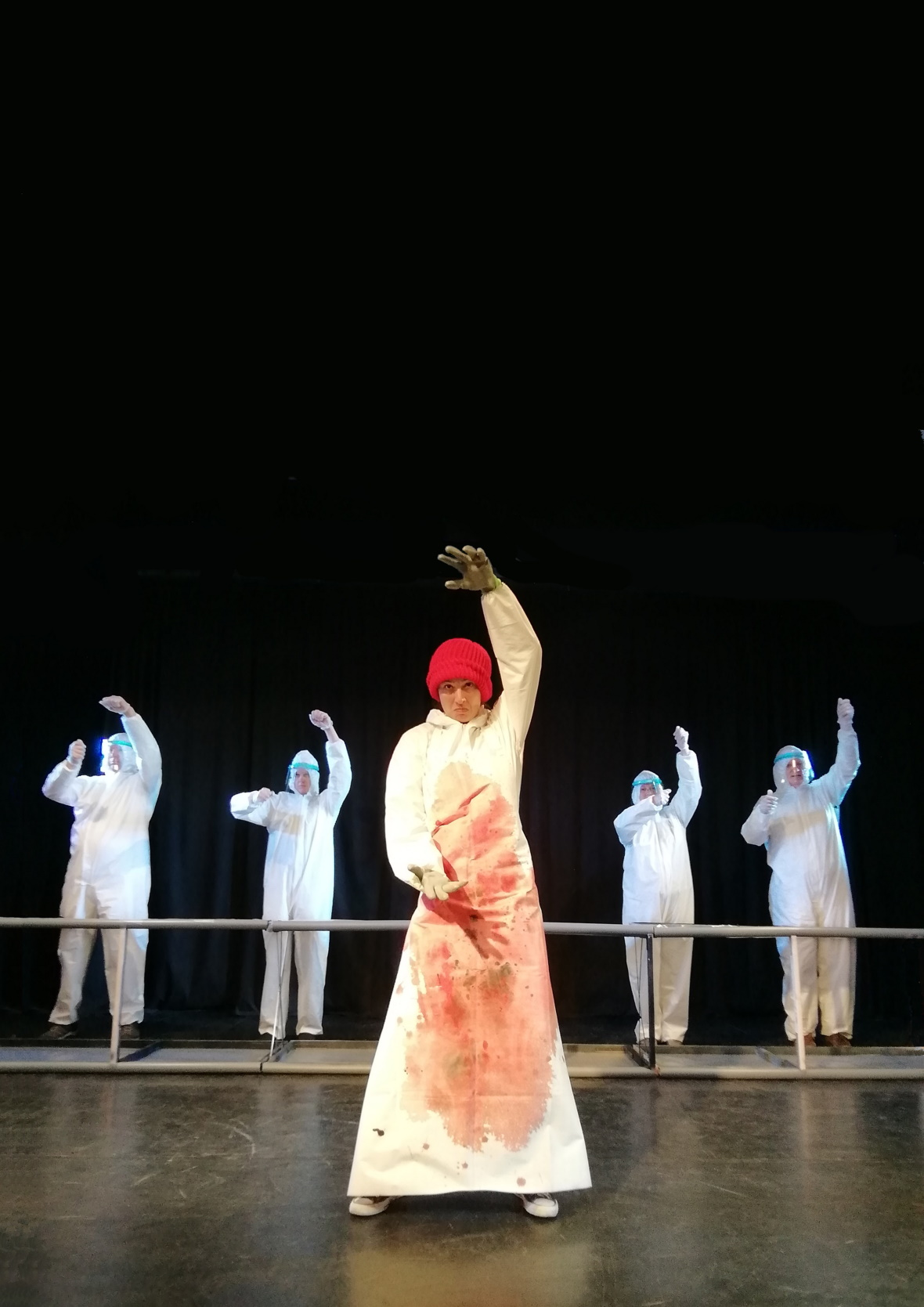
Berliner Compagnie ALLES FLEISCH Premiere 30.9.2020 in Bad Kreuznach

Die Berliner Compagnie (BC) ist ein alternatives Tourneetheater aus Berlin und steht in der Tradition kritischen, aufklärerischen Theaters mit aktuellem Bezug. Die BC ist ein Repertoire-Theater und hält Inszenierungen über viele Jahre, so lange, wie sie verlangt werden. Das Ensemble lebt und arbeitet in Berlin, hat jedoch seine fast durchgängig selbst entwickelten Stücke 40 Jahre lang im gesamten deutschsprachigen Raum und in den umliegenden europäischen Ländern auf Gastspielreisen gezeigt. Ab 2022 spielt die BC nur noch in Berlin.

## Geschichte
Seit ihrer Gründung im Jahre 1981 durch die Schauspieler Gerhard Fries, damals am Staatstheater Kassel engagiert, und Jean-Theo Jost (Staatstheater Wiesbaden) sind ihre thematischen Schwerpunkte Friede, Gerechtigkeit, Menschenrechte.
Von Anfang an hat die BC sich als „Aktivierungstheater“ verstanden oder, im Sinne Bertolt Brechts, als „Gebrauchstheater“. So sind die Vorstellungen meist mit Aktionen verbunden: mit Demonstrationen, mit Unterschrift- und Plakataktionen, mit Sammlungen, Diskussionen, Festen.
Bis 2022 entstanden 33 Theaterproduktionen. Seit 1991 wurden fast alle Stücke von der Regisseurin Elke Schuster inszeniert. Sie ist auch, zusammen mit der Autorin Helma Fries, künstlerische Leiterin der BC.

## Rezeption
Seit 1982 spielt die BC in der Bundesrepublik Deutschland, in Österreich, der Schweiz, Italien, den Niederlanden, Belgien, Luxemburg, Polen und Tschechien. Fast 2500 Gastspiele hat die Truppe bis 2021 durchgeführt. In der Arbeit vieler in der Friedens-, Entwicklungs- und Menschenrechtsarbeit engagierter NROs hatten ihre Stücke einen festen Platz.
Die BC wurde im September 1992 als gemeinnützig anerkannt. Sie ist vom Senat von Berlin mit Bescheinigung vom 26. Oktober 1988 anerkannt als „Theater, das die gleichen Aufgaben erfüllt wie Theater des Bundes, der Länder, der Gemeinden oder der Gemeindeverbände“.
Die BC erhielt (meist mehrfach) Projektförderung vom Berliner Senator für kulturelle Angelegenheiten, von der EU-Kommission (entwicklungspolitische Direktion), vom Evangelischen Entwicklungsdienst (EED), von der Landesstelle für Entwicklungszusammenarbeit (LEZ), vom Bundesministerium für wirtschaftliche Zusammenarbeit und Entwicklung (BMZ, über FEB), vom Kath. Fonds Kooperation Eine Welt, von der Stiftung Samenkorn-Gerechtigkeit GLS Bank, von der Aktion Selbstbesteuerung (ASB), von der Rosa-Luxemburg-Stiftung sowie von der Netzwerk Selbsthilfe e.V. 
2004 hat die BC eine vierbändige Ausgabe mit zwölf Stücken herausgebracht. 2017 folgten drei Bände mit weiteren neun Stücken. Am 1. September 2009 erhielt die BC den Nationalen Aachener Friedenspreis, seither existiert ein Förderverein.

## Produktionen
Seit 1982 hat die Berliner Compagnie 33 Theaterproduktionen erarbeitet und in Berlin sowie auf Tourneen im In- und Ausland gezeigt:
- 1982: Der Prozess gegen die Neun von Catonsville
- 1984: Die Kuba-Krise
- 1985: Auferstehung der Sonne
- 1986: Oscar Romero
- 1987: Bertolt Brechts Die Ausnahme und die Regel
- 1987: SDI – als hätt’ der Himmel die Erde still geküsst
- 1989: Jedem das Seine (kein Stück über Südafrika)
- 1990: Die Aussiedlerin
- 1991: Das Mandelbaumtor
- 1992: Wer tötete Chico Mendes?
- 1993: Kein Asyl
- 1994: Das Bankgeheimnis
- 1995: Newroz. Kurdische Tragödie, Deutsche Farce
- 1997: Beihilfe zum Export
- 1998: Ken Saro-Wiwa. Blut für Öl
- 1999: Schöne eine Welt
- 2001: Hotel Justice
- 2003: Terra! Terra!
- 2004: Human Bombing
- 2005: Kredit für Taslima
- 2006: Tango Mortal Del Peso
- 2007: Das blaue Wunder
- 2008: Die Verteidigung Deutschlands am Hindukusch
- 2010: Die Weissen kommen. Ein Theaterstück über Afrika. Über uns.
- 2011: So heiss gegessen wie gekocht. Klimakatastrophe mit Musik
- 2013: Anders als du glaubst. Ein Theaterstück über Juden, Muslime, Christen und den       Riss durch die Welt
- 2014: Stille Macht. Eine Lobbyisten-Komödie mit Evergreens & Schmachtfetzen
- 2015: Bettler auf goldenem Thron. Die Hoffnung kommt aus Bolivien
- 2016: Das Bild vom Feind. Der geheimnisvolle Gleichklang unserer Medien
- 2018: Die Sehnsucht nach dem Frühling. Theaterstück über eine syrische Familie.
- 2020: Alles Fleisch. Theaterstück über die große Solidarität
- 2022: Aber nicht küssen ist auch kontraproduktiv. Szenen aus dem Leben der Rosa Luxemburg. Eine Lecture Performance in zwei Teilen.

## Auszeichnung
- 2009 erhielt die Berliner Compagnie den nationalen Aachener Friedenspreis.[2]